# 仙台市青葉体育館・仙台市武道館

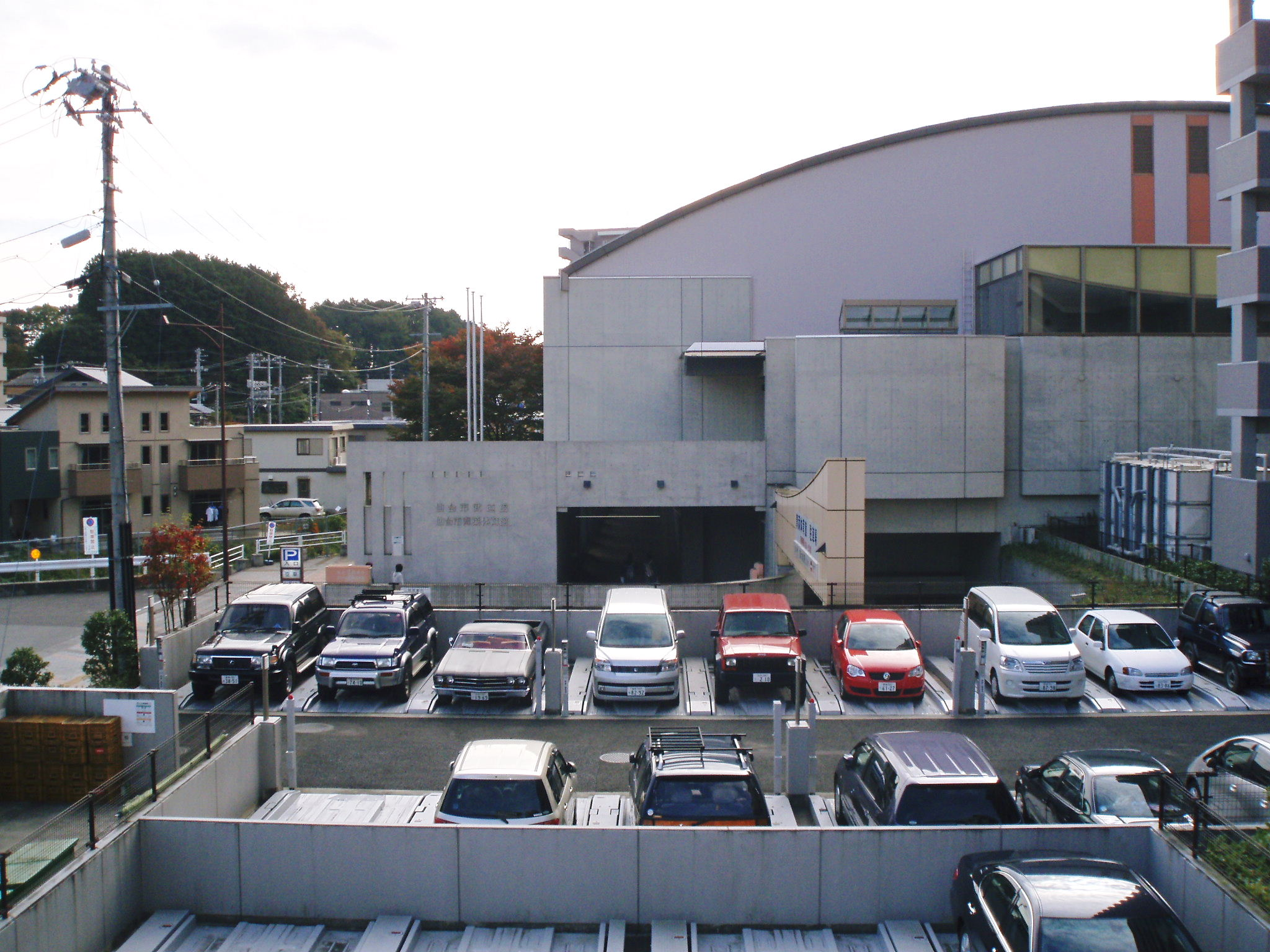
西側から見た当館、および、北仙台シティプレイス東棟の北側にある駐車場（2007年11月）

仙台市青葉体育館（せんだいしあおばたいいくかん）および仙台市武道館（せんだいしぶどうかん）は、宮城県仙台市青葉区堤町一丁目にある市営のそれぞれ体育館および武道館（両館は一体の建物）。両館は合わせて「仙台市青葉体育館・武道館」とも呼ばれ、仙台市青葉体育館は「青葉体育館」と省略されて呼ばれることがある。
なお、命名権の導入により、「本山製作所青葉アリーナ」「本山製作所仙台市武道館」の愛称が施設名称として優先的に用いられる（後述）。

## 概要
仙台市都心部の本町にある錦町公園に1952年（昭和27年）に仙台市レジャーセンター（北緯38度15分56.2秒 東経140度52分29.9秒 / 北緯38.265611度 東経140.874972度）が、同園隣接地に1974年（昭和49年）に（旧）仙台市武道館（北緯38度15分58.6秒 東経140度52分28.3秒 / 北緯38.266278度 東経140.874528度）が設置されたが、老朽化と都市公園法の問題により両館とも閉館し、代わって1998年（平成10年）6月に仙台市青葉体育館および（新）仙台市武道館が開館した。当地には1938年（昭和13年）から本山製作所があったが、同社が1994年（平成6年）に大衡村に移転したため、その跡地を「北仙台駅第一地区第一種市街地再開発事業」として再開発し、その中のB - 2街区に建設された。
国際試合や大規模な大会の開催に対応した付帯施設や観客席が充実している仙台市体育館、セキスイハイムスーパーアリーナ、宮城県武道館などに対し、当館は市民のスポーツ振興を主目的に設置されているため付帯施設や観客席が小規模である。しかし、仙台市体育館をメインアリーナとする仙台89ERSが、当館で1シーズンあたり4試合程度ホームゲームを開催している（仙台市体育館の改修工事が行われた2007-08シーズンに限って当館でホームゲームを12試合行った）。また、Fリーグ・ヴォスクオーレ仙台のホームゲームも開催されている（2014 - 2015シーズンは3試合を開催）。
施設の名称として「仙台市青葉体育館」と「仙台市武道館」が別々に用いられるが、実際には一体の建物であり、窓口も玄関も共通である。施設の西側部分のアリーナを「仙台市青葉体育館」、東側部分の複数の武道場を合わせて「仙台市武道館」と称している。これは、建設費や維持費等の理由で1つの建物として建設したものの、仙台市武道館が市全体で1つ設置される武道館であり、それが本町から移転したという名目から名称を引き継がせたのに対し、青葉体育館が区や総合支所ごとに設置される拠点体育館として命名されたゆえである。

## 施設
仙台市青葉体育館（アリーナ）（北緯38度16分54.1秒 東経140度52分14.9秒 / 北緯38.281694度 東経140.870806度）
- 競技場：1,900.0m2
- 利用可能種目：バスケットボール2面、バレーボール3面、バドミントン10面、テニス3面、卓球24台
- 観覧席：1,612席（固定962席、可動650席。車椅子対応20席）

仙台市武道館（以下の武道場の総称）（北緯38度16分52.7秒 東経140度52分17.2秒 / 北緯38.281306度 東経140.871444度）
- 柔道場：492.37m2（2面）、観覧席（156席、車椅子対応可）
- 剣道場：492.37m2（2面）、観覧席（156席、車椅子対応可）
- 弓道場：588.00m2（6人立）、観覧席（84席、車椅子対応可）

## 命名権
仙台市の提案型施設命名権者募集にあたり、株式会社本山製作所が青葉体育館については年額150万円、仙台市武道館については年額100万円（いずれも税別）の5年契約で優先交渉者に決定した。これに伴い、2020年（令和2年）4月1日より「本山製作所青葉アリーナ」「本山製作所仙台市武道館」の呼称が優先的に用いられることとなっている。

### 名称の変遷
| 期間           | 期間           | 名称                                          | 契約内容            |
| 開始日         | 終了日         | 名称                                          | 契約内容            |
| -------------- | -------------- | --------------------------------------------- | ------------------- |
| 1998年 6月28日 | 2020年 3月31日 | 仙台市青葉体育館 仙台市武道館                 | －                  |
| 2020年 4月1日  | 2025年 3月31日 | 本山製作所青葉アリーナ 本山製作所仙台市武道館 | 年間250万円 5年契約 |

## 利用者数・決算
かつては約19.6万人の年間利用者だったようである。仙台市に提出された指定管理者評価シートに記載されているデータは以下の通り。
|          |                | 2005年度    | 2006年度    | 2007年度    |
| -------- | -------------- | ----------- | ----------- | ----------- |
| 利用者数 | 利用者数       | 188,939人   | 196,686人   | 212,531人   |
| 市の支出 | 指定管理者費用 | 1億7039万円 | 1億6314万円 | 1億5253万円 |
| 市の支出 | その他         | 172万円     | 444万円     | 0円         |
| 市の収入 | 使用料         | 5344万円    | 5679万円    | 5757万円    |
| 市の収入 | その他         | 12万円      | 12万円      | 17万円      |

## アクセス
仙山線駅舎は体育館・武道館のすぐ南側にあるが、直達経路がないため、300mほど西側にある踏切を横断するか、地下鉄駅構内を経由する必要がある。
- JR仙山線 北仙台駅下車、徒歩で約8分
- 仙台市地下鉄南北線 北仙台駅下車、徒歩で約3分。
- 有料駐車場：150台（バリアフリー用3台含む。1時間まで100円、以後50円/30分）。